# 아이누 음악

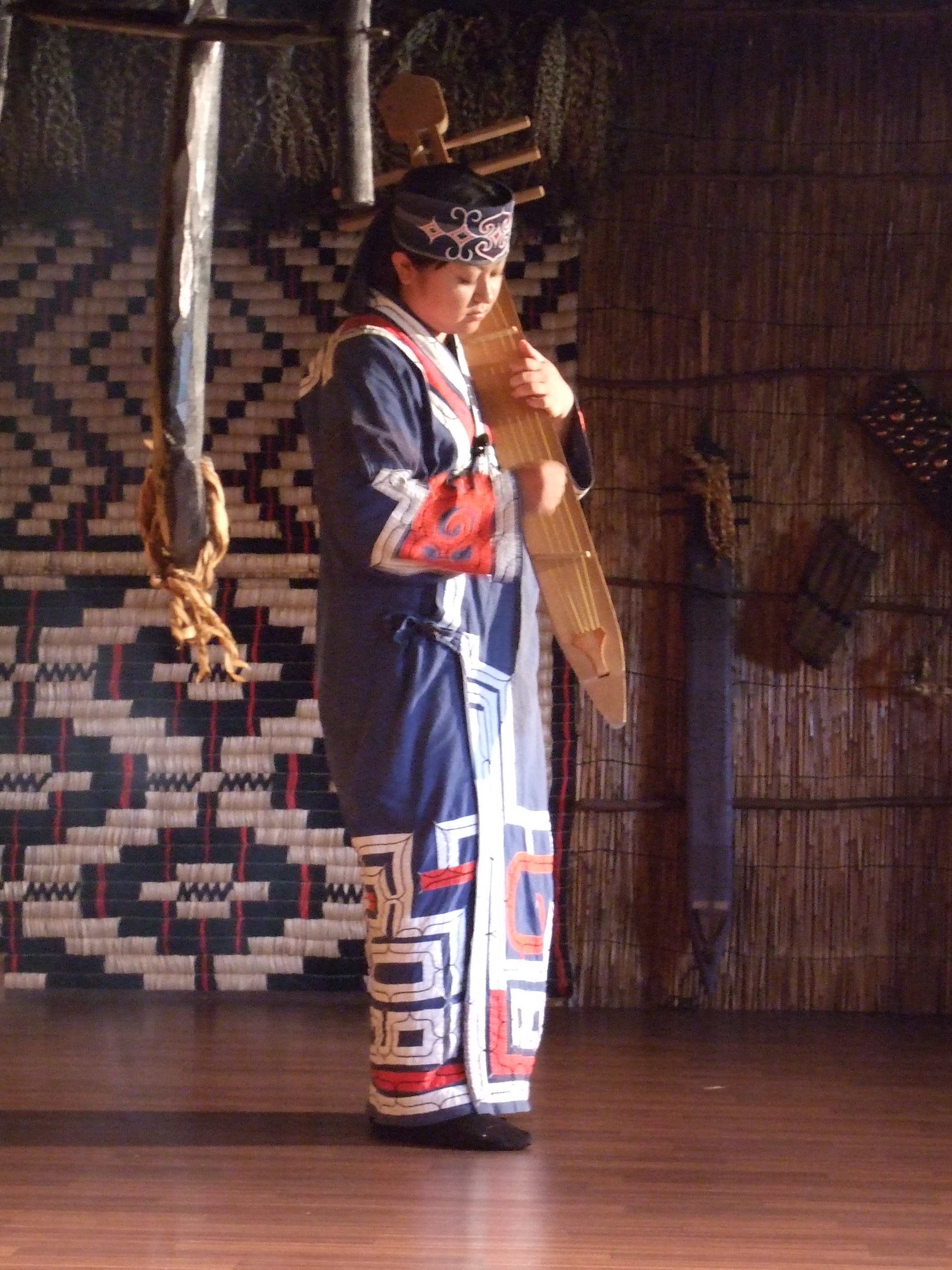
아이누 전통 현악기 톤코리를 연주하는 여성

아이누 음악은 아이누인들이 오랜 세월 동안 발전시켜온 전통음악이다. 그들의 삶과 종교, 문화에서 어우러져 춤과 노래가 함께 발전하였다. 아이누인의 전통 춤은 유네스코 세계유산으로 등록되기도 하였다. 아이누의 전통적 세계관은 온갖 것들의 영인 카무이로 가득차 있다. 아이누의 음악 역시 이러한 카무이에 대한 서사를 노래하는 유카르가 중심을 이룬다. 이 외에도 일이나 노래를 할 때 부르는 우포포, 노래를 부르며 노는 노래 놀이인 야이사마 와 같은 형태가 있다.
최근에는 아이누의 전통음악을 새롭게 해석한 노래들도 만들어지고 있다.

## 종류
홋카이도를 중심으로 사할린섬과 쿠릴 열도에 걸쳐 살고 있는 아이누인들은 근대화 과정에서 일본과 러시아와 같은 국가에 의해 배제와 차별을 겪었고, 그들의 문화는 존중 받지 못했다. 이런 의미에서 아이누인은 아메리카 원주민과 비견되어 "일본의 인디언"이라고 불리기도 한다. 아이누인들은 고유의 전통과 문화를 지니고 있으며 오랜 세월 동안 자신들의 전통음악을 발전시켜 왔다. 아이누 음악에는 카무이의 서사를 노래하고 의식에 사용되는 것과 노동요, 놀이 노래와 같은 다양한 형태가 있다.

### 유카르
유카르는 실제 있었던 일을 말로 다시 재현한다는 의미를 지닌 아이누어 낱말이다. 유카르는 제주도의 본풀이와 같은 구전 서사시이다. 둘 다 한 명의 시연자가 이야기를 풀어가며 그 자체가 신령을 위한 의식의 하나로서 자리잡았다는 공통점이 있다. 제주도의 본풀이가 주된 신의 내력을 이야기 하는 것에 비해 아이누의 유카르는 주된 흐름 없이 보다 다양한 이야기를 풀어내며, 제주도의 본풀이가 전문적인 무당에 의해 진행되는 데 비해 아이누의 유카르는 예삿사람이 모두 진행할 수 있다는 차이가 있다.
수 많은 카무이 가운데 하늘에서 내려와 사람("아이누"는 아이누어로 사람을 뜻한다)들과 함께 살며 아이누의 문화를 만들어낸 신을 아이누락쿠르(Ainu-rak-kur, 사람 냄새가 나는 신) 또는 오키쿠르미라고 부르며 이들의 이야기를 전하는 유카르는 특별히 오이나라고 부르기도 한다.

### 우포포
우포포는 일하거나 놀이를 할 때 부르는 일상적인 노래이다. 보통은 목노래의 형식을 띈다. 단조롭고 반복적인 리듬으로 하고 있는 일의 내용에 알맞는 가사를 띈다.

### 야이사마
야이사마는 전례를 즐기며 부르는 노래이다. 이를테면 청혼 의례와 같은 때에 부른다. 빠른 리듬으로 마치 프리스타일 랩을 하듯이 가사를 읇는다.

### 레쿠카라
두 명의 여성이 마주 보고 대롱 하나를 서로 물고서 숨을 주거니 받거니 하며 목노래를 하는 음악이다.

## 악기

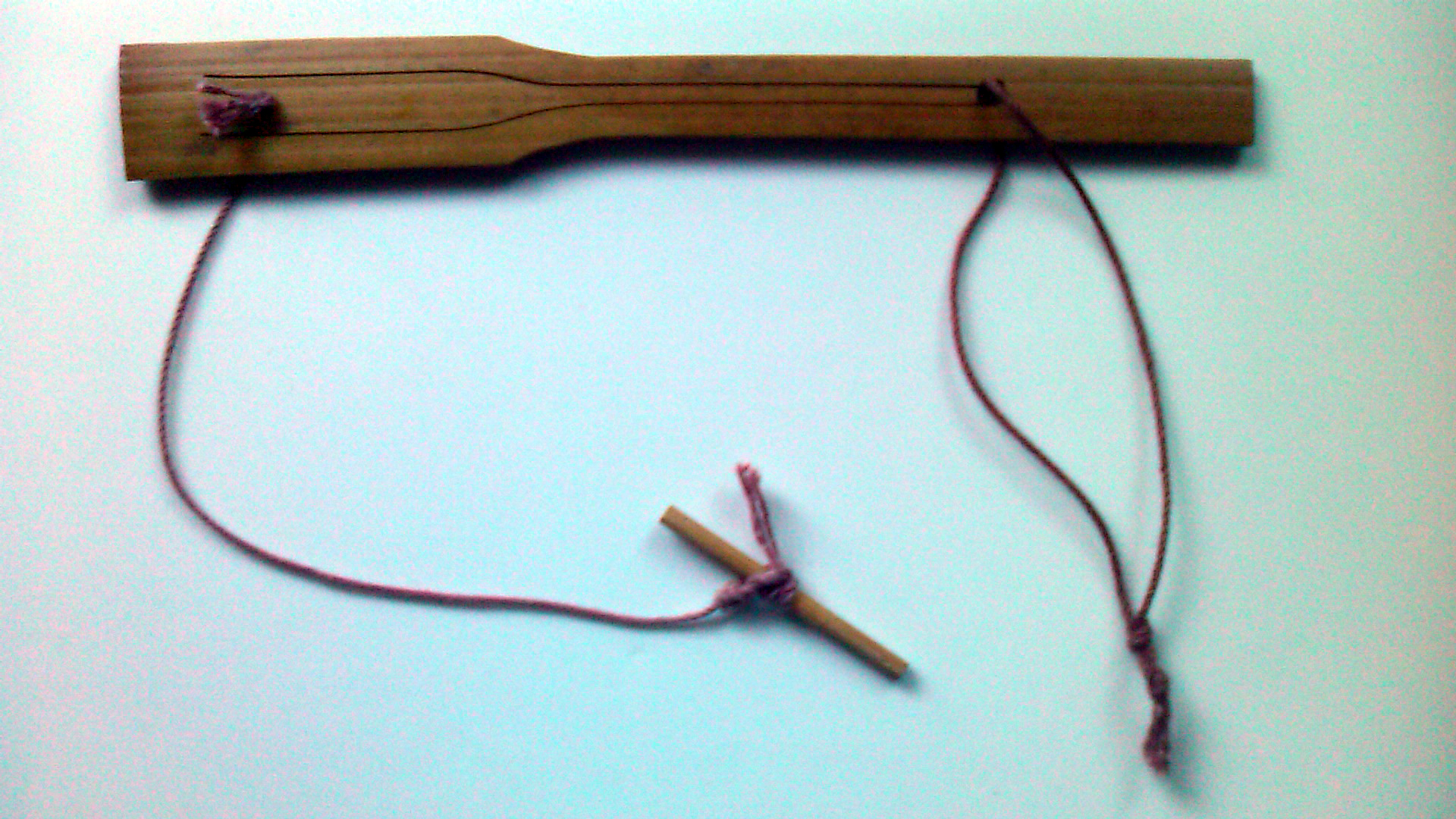
무쿠리

아이누 음악의 대표적인 악기는 몸울림악기인 무쿠리와 현악기인 톤코리이다. 이 외에도 탬버린의 일종인 카코, 긴 목을 가진 비파형 악기인 파라라이키와 같은 것이 있다.

### 무쿠리
무크리는 주즈하프와 같이 이 사이에 물고 진동을 시켜 몸 전체가 울려 소리를 키우는 몸울림 악기이다. 길이 10 cm 폭 1.5 cm 정도의 대나무판에 줄을 건 악기를 입에 물고 나무로 만든 피크로 줄을 튕겨 소리를 내면 몸이 울림통 역할을 한다. 아이누인들은 어릴 적부터 장난감으로 가지고 놀며 자연스럽게 연주법을 익혔다고 한다.

### 톤코리
톤코리는 다섯 개의 줄을 가진 치터 계열의 현악기이다. 달리 플랫이 없이 손가락으로 지판을 짚어 음정을 잡는다. 전통적인 연주법은 선 자세에서 가슴에 끌어 당겨 연주하는 것이지만, 최근 연주자들은 기타와 같이 잡고 연주하기도 한다.

## 음악가
전통적인 공연과 연주가 계속 이어지는 가운데 아이누 음악을 현대적으로 해석하여 작품을 만드는 음악가들도 있다. OKI는 아이누인으로서 자신의 정체성을 살려 음악 작업을 하고 있는 예술가이다.